# ماجد بن عبد العزيز آل سعود
الأمير ماجد بن عبد العزيز آل سعود (19 أكتوبر 1938 - 12 أبريل 2003)، أمير منطقة مكة المكرمة الأسبق. هو الابن السادس والعشرين من أبناء عبد العزيز آل سعود الذكور.

## حياته السياسية
في عام 1395 هـ الموافق عام 1975 عُيِّن وزيراً لـ وزارة الشؤون البلدية والقروية والإسكان، وفي عام 1980 عُيّن أميرًا لمنطقة مكة المكرمة بعد استقالة الأمير فواز بن عبد العزيز آل سعود على إثر حادثة الحرم المكي، وبقي أميرًا عليها حتى عام 1999 عندما أُعفي من إماراتها بناء على طلبه وذلك بسبب المرض.

## وفاته
عانى الأمير ماجد بن عبد العزيز آل سعود العديد من المتاعب مما اضطر أن يسافر إلى الولايات المتحدة لتلقي العلاج وعاد إلى السعودية يوم الجمعة 3 شعبان 1422 هـ الموافق 19 أكتوبر 2001، حيث وافته المنية في يوم السبت 9 صفر 1424 هـ الموافق 12 أبريل 2003 في مكة المكرمة، وصلي عليه يوم الأحد 10 صفر 1424 هـ الموافق 13 أبريل 2003 في المسجد الحرام في مكة المكرمة وتقدم المصلين عليه ولي العهد الأمير عبد الله بن عبد العزيز آل سعود ونقل جثمانه إلى مقبرة العدل حيث دفن هناك.

## أسرته
متزوج من الأميرة نوف بنت عبد الله بن فهد آل مهنا أبا الخيل (متوفاة)، وله من الأبناء:
- الأمير مشعل بن ماجد بن عبد العزيز آل سعود.
- الأمير عبد العزيز بن ماجد بن عبد العزيز آل سعود.
- الأميرة مشاعل بنت ماجد بن عبد العزيز آل سعود.
- الأميرة جواهر بنت ماجد بن عبد العزيز آل سعود. متزوجة من اللواء ركن طيار الأمير منصور بن بندر بن عبد العزيز آل سعود.
- الأميرة بسمة بنت ماجد بن عبد العزيز آل سعود. متزوجة من الأمير بندر الفيصل بن عبد العزيز آل سعود.
- الأميرة نورة بنت ماجد بن عبد العزيز آل سعود.
- الأميرة أمل بنت ماجد بن عبد العزيز آل سعود.
- الأميرة سارة بنت ماجد بن عبد العزيز آل سعود. متزوجة من الأمير تركي بن عبد الله بن محمد بن عبد العزيز بن سعود آل سعود.